# 대건황
대건황(大虔晃, ?~871년 6월)은 발해의 제12대 왕이다. 발해 제10대 왕 선왕의 손자이며 대신덕의 차남이고, 대이진의 동생이다. 유득공의 《발해고》에서는 왕건황(王虔晃)이라고 기록되어 있다. 즉위 전 작위는 안풍현개국공(安豊縣開國公)인데, 이는 1950년 일본의 임생가문서 중 고왕래소식잡잡 제1권에 그가 보낸 서신 사본이발견되어 알려졌다.
형 대이진에게 아들들이 있었으나 조카들을 제치고 왕위를 계승하였다. 즉위 전 그는 중대친공 대내상 겸 전중령(中臺親公 大內相 兼殿中令)이었고, 안풍현개국공(安豊縣開國公)이었다. 857년 대이진이 죽자 왕위에 즉위, 858년 2월 당나라로부터 발해국왕에 책봉됐다. 그가 즉위 전 일본에 보낸 서한의 사본 함화11년중대성첩사본(咸和十一年中臺省牒寫本)은 임생가문서(壬生家文書) 중 고왕래소식잡잡(古往來消息雜雜) 2권 중 제1권에 수록돼 있고, 859년에 보낸 「장경선명력경(長慶宣明暦經)」은 일본삼대실록에 수록돼 있다.

## 생애
고왕의 동생 대야발의 6대손으로, 선왕의 손자이며, 일찍 죽은 태자 대신덕의 차남이다. 형 대이진에게 자녀가 여럿 있었는데도 그가 왕위에 올랐다.
841년 당시 중대친공 정당성대내상 겸 전중령(中臺親公 政堂省大內相 兼 殿中令)에 재직중이고 안풍현개국공(安豊縣開國公)이었다. 그해 9월 25일 정당성춘부경 상중랑장 상주국(春部卿上中郞將 上柱將) 문리현의개국남(聞理縣擬開國男) 하수겸(賀守謙) 등과 공동 명의로 일본에 서한을 보냈다. 841년 겨울 파견되는 발해 사신 105인에 딸려보내 842년 3월 28일 이 첩은 일본 태정관에게 제출되었다. 후일 그 사본이 임생가문서(壬生家文書) 중 고왕래소식잡잡(古往來消息雜雜) 2권 중 제1권에 사본이 수록되었다. 이는 일본 궁내청(宮內廳) 서릉부(書陵部)에서 소장해오다가 1950년 발견되어 시중에 알려졌다. 이는 함화11년중대성첩사본(咸和十一年中臺省牒寫本)이란 이름이 붙여졌다.
858년 2월 대이진이 죽자 왕위에 올랐다. 신당서에는 대이진이 죽자 동생 대건황을 세웠다고 짧게 기록되었다. 곧 사신을 보냈는데, 구당서 19권에는 858년 2월 왕제 권지국무(王弟權知國務)인 그에게 은청광록대부 검교비서감 흘한주도독(銀青光祿大夫 檢校秘書監 忽汗州都督)에 임명하고 발해국왕에 책봉했다 한다.
859년 5월 10일 오효신(烏孝愼) 등 104명의 사절을 일본에 파견했을 때 달력인 「장경선명력경(長慶宣明暦經)」을 일본에게 보냈다. 그가 일본 왕에게 보낸 서한은 일본삼대실록에 수록돼 있다. 860년 다시 일본에 사절을 보냈다.  871년 6월 재위 13년만에 붕어하였다.
신당서 219권의 발해편에는 선대왕과 후대 왕의 관계를 기술하였으나 대건황 이후의 세계를 ，仁秀死諡宣王 子新德蚤死 孫彝震立改年鹹和 明年詔襲爵 終文宗世來朝十二 會昌凡四 彝震死 弟虔晃立 死 玄錫立 咸通時三朝獻이라 하여 건황과 현석의 관계를 수록하지 않았다. 이를 두고 유득공은 발해고를 통해 대현석이 대건황의 아들이라 보았으나, 정약용은 발해속고에서 年月世系 史無所紀라 하여 년월과 세계가 전하지 않는다고 보고 후대로 봤다.

## 기타
그의 글씨체는 알 수 없으나 그가 일본 조정에 보낸 편지들 중 일부는, 함화11년중대성첩사본(咸和十一年中臺省牒寫本)은 임생가문서(壬生家文書) 중 고왕래소식잡잡(古往來消息雜雜) 2권 중 제1권에 수록됐고 859년에 보낸 「장경선명력경(長慶宣明暦經)」은 일본삼대실록에 수록돼 있어 내용은 확인할 수 있다.

## 가계
- 조부 : 선왕(宣王, 大仁秀)(재위 : 818년~831년)
  - 부 : 대신덕(大新德)
    - 형 : 화왕(大彝震, 재위 : 831년~857년)
    - 원왕
      - 왕자 : 대씨(大氏)
        - 왕손 : 대현석(大玄錫)

## 같이 보기
- 신라
  - 헌안왕(857년 ~ 861년)
  - 경문왕(861년 ~ 875년)
- 하수겸
- 사도몽